# St Hilary
St Hilary és una parròquia civil i un poble a l'oest de Cornualla, Anglaterra, Regne Unit. Es troba aproximadament a vuit quilòmetres a l'est de Penzance i a sis i mig al sud de Hayle.
Chynoweth és una zona immediatament al nord de la ciutat de l'església de St Hilary. El terreny de la parròquia és prou alt com per oferir vistes de les badies d'ambdues costes, la badia de St Ives a cinc milles al nord i la badia de Mount a dues milles al sud.
Als efectes del govern local, St Hilary té un consell parroquial i tria consellers cada quatre anys. La principal autoritat local de la zona és el mateix Consell de Cornualla. Durant l'apogeu de l'activitat minera, durant els anys trenta, la població triplicava l'actual.

## Geologia
La zona té moltes mines antigues, com ara la de Wheal Fortune que s'estenia fins a la parròquia de Ludgvan. La mina de Penberthy Croft, al nord de la parròquia, va ser designada Lloc d'Especial Interès Científic el 1993 i es considera el lloc més important de la Gran Bretanya per a minerals secundaris de plom, coure i arsènic.

## Edificis notables
L'església parroquial està dedicada a Sant Hilari de Poitiers i és d'estil anglès antic, encara que va haver de ser reconstruïda després d'un incendi el 1853. Té una torre del segle XIII i és un edifici catalogat de grau I. La granja Ennys Manor a Trewhella Lane data de 1688 i va ser la llar de la família Millet fins al segle XIX i després va passar per matrimoni a la família Grylls.
A St Hilary existia una casa d'infants als anys 20 i 30, allotjada en un antic pub, els Jolly Tinners.

## Veïns il·lustres

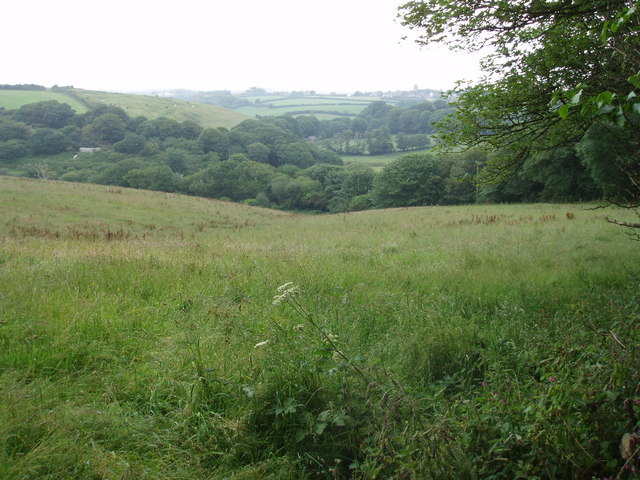
La vall de Wheal Fortune

Malachy Hitchins va ser un astrònom i vicari de Saint Hilary. Thomas Pascoe va ser vicari de St Hilary durant 56 anys al segle XIX. Bernard Walke va ser vicari de St Hilary , de 1913 a 1936. Father Walke va ser l'autor de quatre obres religioses i d'una autobiografia, Twenty Years at St Hilary.
El fill petit de Malachy Hitchins, Fortescue Hitchins (1784–1814), va néixer a St Hilary. Es va convertir en advocat a St Ives i va ser l'autor de "Les llàgrimes de Cornubia" (The Tears of Cornubia) i d'altres poemes. Va recopilar material per a una història de Cornualla, que després de la seva mort va ser editat per Samuel Drew i publicat el 1824.

## Llegenda
Hi ha una llegenda local que diu que el fantasma del canceller d'Exeter, el reverend John Penneck, mort el 1724, es dedica a crear grans tempestes.